# Cucullia thiaucourti
Cucullia thiaucourti là một loài bướm đêm trong họ Noctuidae.